# Teleosàurids
Els teleosàurids (Teleosauridae) eren ànimals rèptils cocodriliformes que vivien des de principi del Juràssic al principi del Cretaci. Menjaven peixos són els més estretament emparentats amb els Metriorhynchidae, elscocodrilians del Mesozoic que tornaren cap al mar i tenien braços com pales i cua com de peix.

## Distribució
Aquesta família tenia una àmplia distribució i s'han trobat fòssils a Àfrica (Etiòpia, Madagascar i Marroc), Europa (Àustria, Anglaterra, França, Alemanya, Itàlia, Portugal, Rússia i Suïssa), Amèrica del Nord (Oregon), Amèrica del Sud (Argentina), Índia i possiblement Xina.

## Gèneres
| Gènere           | Edat                              | Lloc              | Descripció                 | Sinònims                                               |
| ---------------- | --------------------------------- | ----------------- | -------------------------- | ------------------------------------------------------ |
| - †Machimosaurus | Juràssic tardà-Cretaci primerenc. | - Àfrica - Europa |                            |                                                        |
| - †Peipehsuchus  | Juràssic                          | - Àsia            | Pot no ser un teleosàurid. |                                                        |
| - †Pelagosaurus  | Juràssic                          | - Europa          |                            | - Pelagosuchus (probable lapsus calami)                |
| - †Platysuchus   | Juràssic                          | - Europa          |                            |                                                        |
| - †Steneosaurus  | Juràssic-Cretaci                  | - Àfrica - Europa |                            | - Aeolodon - Mycterosuchus - Mystriosaurus - Sericodon |
| - †Teleosaurus   | Juràssic mitjà                    | - Europa          |                            |                                                        |

El signe † indica gènere extint.